# 竹内栄喜
竹内 栄喜（たけうち えいき、1873年（明治6年）2月26日 - 1935年（昭和10年）7月25日）は、大日本帝国陸軍軍人。最終階級は陸軍少将。

## 経歴・人物
福岡県出身。1891年（明治24年）福岡県立尋常中学修猷館を経て、1897年（明治30年）11月陸軍士官学校第9期卒業。1908年（明治41年）11月陸軍大学校第20期卒業。
1918年（大正7年）7月大佐に累進し、歩兵第58連隊長、1920年（大正9年）8月近衛師団参謀長、1922年（大正11年）1月近衛師団司令部附。
1923年（大正12年）8月少将に進み、第9師団司令部附、1924年（大正13年）3月歩兵第39旅団長。1925年（大正14年）5月待命、予備役。